# Tamallalt
Tamallalt (arabiska: تملالت) är en stad i Marocko. Den ligger i provinsen El Kelaâ des Sraghna och regionen Marrakech-Safi, 250 km söder om huvudstaden Rabat. Antalet invånare var 16 539 vid folkräkningen 2014.